# كونشان نامبيار
كونشان نامبيار (باماليالامية: നമ്പ്യാർ നമ്പ്യാർ)، شاعر ساخر، قد يكون كونشان ولد في عام 1705 من أم من طبقة نامبيار. ربما بعد تعليمه التقليدي قد ارتبط بالأمير راجا، أمير شامباكاسيري، في آمبالابوشا. وارتبط بعدها بدءًا من العام 1765 بالأميرين آنيشام تيرونال وكارتيا تيرونال في تريفانوروم.
أصبح الشاعر الأكثر شعبية في كيرالا بحيويته وروحه وألقِه وبغايته المُعلنة وهي التأثير على جماهير الشعب. ابتدع فنًا أدبيًا دُعي thullal تولال. إنه مشهد راقص ناتج عن تجديد في كوتو koothu. كان كوتو الشاكيار فن الحكاية مع مرافقة موسيقية تتعاقب فيه القصة والغناء كما تتعاقب السنسكريتية ولغة مالايالام. لقد كان الكوتو قد بلغ نوعية أدبية رفيعة باستخدامة الكامبو (مزيج من الشعر والنثر). ولم يكن ينفّذ إلا في صالات مسرح المعابد المسماة koothambalam. ومع هذا كله كان قليل الوصول إلى جماهير الناس، فأعطاه كونشان شكلًا جديدًا سماه "Ithullal" لم يعد يستخدم أوزان شعر مالايالام، وليس له بالتالي سوى الجزء النثري الموزون للكامبو.
إنه موهوب بكثير من الدعابة ولديه ميل كبير للهجاء. يحب مثلًا أن يهزأ من مختلف الطبقات، ومن البرهمي العجوز أو الطفيلي، من النايار الغضوب أو الثمل، الخ.